# カラスは真っ白
カラスは真っ白（カラスはまっしろ）は、日本のファンクポップバンド。2010年に結成し、2017年に解散した。

## 概要

### 略歴
2010年5月、ヤギヌマカナ、シミズコウヘイ、ヨシヤマ“グルービー”ジュン、タイヘイの4人により札幌で結成された。11月に自主制作ミニアルバム「はとぽっぽ」、2011年6月に自主制作シングル「ハイスピード無鉄砲」、2012年2月に自主制作アルバム「カラスは真っ白」を発売。
2011年9月に初の東京ツアーを行う。
2012年6月に初の全国盤となるデビューアルバム「すぺくたくるごっこ」をリリース。
2013年6月、1stフルアルバム「かいじゅうばくはつごっこ」をリリース。全国7箇所を巡る。
2014年6月に2枚目のミニアルバム「おんそくメリーゴーランド」をリリース。植草航によるMV「fake!fake!」がVimeoではStaff Picksに選出される。
2015年1月、3枚目のミニアルバム「HIMITSU」をリリース。2月にNHK総合「MUSIC JAPAN」に出演。3月14日、[ひみつじゃないけどHIMITSUツアー] 札幌公演において、ヨシヤマが同年3月21日の東京公演を以て脱退、新たなメンバーにオチ・ザ・ファンクが加入となることがシミズのMCにて説明され、新メンバーのオチ・ザ・ファンクを迎え、新曲が披露された。公演終了後、HPにてメンバーのコメントと共にヨシヤマの脱退、オチ・ザ・ファンクの加入が正式に発表された。
2015年9月、4枚目のミニアルバム「ヒアリズム」をリリース。
2016年9月、2枚目のフルアルバム「バックトゥザフューチャー」をリリース。
2017年1月16日、3月を以て解散することを発表。3月2日、札幌Sound Lab moleでラストライブを開催し解散した。

### 音楽性
結成以前の楽器隊はジャズ、ファンクなどの音楽を主としていたが、ポップなどのかわいい音楽をやりたいと思い、以前から友人同士だったシミズとタイヘイがヨシヤマを誘い、さらに大学の後輩で入学時から独特のファッションで異彩を放っていたヤギヌマに声をかけて結成に至った。
バンドのコンセプトはポップかつファンキーで、ヤギヌマがポップな曲のベースをつくり、楽器隊のメンバーがファンクやジャズの要素を加えることがコンセプトにマッチしたやり方として、結成当初から作詞・作曲はほぼ全てヤギヌマが行い、編曲を楽器隊が手がける方式をとっている。2016年9月にリリースした2ndアルバム『バックトゥザフューチャー』では、メンバー全員が作詞作曲を行った。
結成以前までヤギヌマは水森亜土や教育テレビなどのかわいい音楽が好きでファンクやジャズの知識はほとんどなく、バンドを続ける間に独自のスタイルが形成され、全く異なる楽器隊の音楽性と渾然一体となった独特の音楽性につながっていった。「ただのポップだけではおもしろくない、もっと細部にこだわって他と違ったことがしたい」という考え方でライブパフォーマンスやキャラクター性に徹底的にこだわって、自分たちのやりたい音楽を楽しめばファンも楽しむという相乗効果を重視したスタイルをとっている。

## メンバー

### 最終メンバー
ヤギヌマ カナ
ボーカル、ギター、作詞・作曲担当。
1992年1月31日生まれ。福島県郡山市出身。
パンダが好き。
バンド解散後、2018年1月よりやぎぬまかな名義で作詞、作編曲等、作家として活動。
同月、ヒップホップユニット□□□（クチロロ）に"契約社員"の一人として加入。
シミズ コウヘイ
ギター、MC担当。
1989年12月9日生まれ。三重県津市出身。
竹達彩奈のサポートギター及び、楽曲提供もしている。
バンド解散後、2017年4月よりソロプロジェクト sooogood! を始動。
オチ・ザ・ファンク（2015年3月 - ）
ベース担当。
1990年1月10日生まれ。北海道余市町出身。
スヌーピーが好き。
本名は越智俊介。
『night museum』などで部分的にボーカルを担う曲がある。
ジャズバンド North Pandemic GrooveとShuns'keG & The Peas、ポップスバンドCRCK/LCKSのメンバーとしても活動。
タイヘイ
ドラムス担当。
1990年10月13日生まれ。北海道釧路市出身。
ジャズバンド North Pandemic GrooveとShuns'keG & The Peasのメンバーとしても活動。phatmans after schoolのサポートドラマー（2016年～）。

### 旧メンバー
ヨシヤマ・グルービー・ジュン（2010年5月 - 2015年3月）
ベース担当。

### サポートメンバー
工藤拓人
キーボード担当。
山田丈造
トランペット担当。

## ディスコグラフィ

### 楽曲提供：やぎぬまかな/ヤギヌマカナ
| 発売日         | タイトル                                                                      | 収録曲                                                                                            | 備考                                                   |
| -------------- | ----------------------------------------------------------------------------- | ------------------------------------------------------------------------------------------------- | ------------------------------------------------------ |
| 2019年3月13日  | Blanc Bunny Bandit『漂白脱兎』                                                | ビター・エスケープ シンクロフィッシュ おにぎりディスコ 漂白脱兎 ひふみで湯〜とぴあ♨               | 作詞・作曲・編曲                                       |
| 2019年6月19日  | フレンズビート!                                                               | ふたりはパンダ / ジャイアントパンダとレッサーパンダ                                               | 作詞・作曲・編曲                                       |
| 2020年3月18日  | Blanc Bunny Bandit『共鳴性白染自由主義』                                      | 共鳴性白染自由主義 砂漠を泳ぐ もなかのクッキングソング OUR JOURNEY 翠緑と紅蓮 新世界ライオット    | 作詞・作曲・編曲                                       |
| 2020年3月18日  | Blanc Bunny Bandit『共鳴性白染自由主義』                                      | 変革のプレリュード                                                                                | 作詞                                                   |
| 2020年7月15日  | Blanc Bunny Bandit『バンめし♪ ふるさとグランプリ ROUND1 〜春の陣〜』          | ROOM                                                                                              | 作詞・作曲・編曲                                       |
| 2020年7月15日  | B.O.L.T『POP』                                                                | axis                                                                                              | 前田甘露と共作詞                                       |
| 2020年9月16日  | SparQlew『ヘルベチカ』                                                        | ヘルベチカ                                                                                        | 作詞                                                   |
| 2021年7月21日  | 御華見衆『天華百剣 -斬- キャラクターソングアルバム 百華繚乱 参』              | Naughty night, Magical night / 今剣（畑中万里江）、千子村正（前田佳織里）、三ツ鱗紋兼若（南早紀） | 作詞                                                   |
| 2021年11月10日 | 楠木ともり『narrow』                                                          | タルヒ                                                                                            | 編曲                                                   |
| 2022年1月6日   | 外神田文芸高校『NEW FRONTIER!』                                               | NEW FRONTIER!                                                                                     | 作詞                                                   |
| 2022年1月26日  | SPOTLIGHT vol.2                                                               | magical mode / 潤羽るしあ                                                                         | 作詞                                                   |
| 2022年2月9日   | 夏川椎菜『コンポジット』                                                      | サメルマデ                                                                                        | 作詞・作曲                                             |
| 2022年2月23日  | 海蔵亮太『コトダマ』                                                          | night light                                                                                       | 作詞                                                   |
| 2022年5月2日   | ORIO『Over Time』                                                             | Over Time                                                                                         | 作詞                                                   |
| 2022年6月22日  | harmoe『It's a small world』                                                  | アラビアン・ユートピアン ククタナ                                                                 | 作詞                                                   |
| 2022年6月29日  | tipToe.『candlelight』                                                        | シロップタイム クロックワーク・スパークル                                                         | 作詞・作曲                                             |
| 2022年7月27日  | MooNs『euphoric road』                                                        | euphoric road                                                                                     | 作詞                                                   |
| 2022年7月30日  | ORIO『Over Time』                                                             | Like a Phoenix                                                                                    | 作詞                                                   |
| 2022年8月24日  | DIALOGUE+『デネブとスピカ』                                                   | シャーベットマーメイド                                                                            | 作詞                                                   |
| 2022年11月18日 | イヤホンズ『タイムカプセル』                                                  | タイムカプセル                                                                                    | 作詞・作曲・編曲                                       |
| 2022年12月21日 | 叶『夜明かし』                                                                | 水性のマーブル                                                                                    | 作詞                                                   |
| 2023年3月8日   | harmoe『Villans:impress』                                                     | Brilliant and bad                                                                                 | 作詞                                                   |
| 2023年3月22日  | DIALOGUE+『かすかでたしか』                                                   | まるっとジブン時代                                                                                | 作詞                                                   |
| 2023年4月5日   | 星川サラ『きみとのShining Days』                                              | チェリーなシークレット                                                                            | 作詞                                                   |
| 2023年8月2日   | 月夜に唄え『幾望』                                                            | ネイビープール                                                                                    | 作詞                                                   |
| 2023年8月23日  | SMILE PRINCESS『fakey merry game』                                            | fakey merry game                                                                                  | 作詞                                                   |
| 2023年8月30日  | 叶『How Much I Love You』                                                     | わたしのリンゴ                                                                                    | 作詞                                                   |
| 2023年10月11日 | harmoe『Love is a potion』                                                    | Okey◎Dokey!                                                                                       | 作詞                                                   |
| 2023年10月18日 | サンドリオン『天体図』                                                        | 天体図                                                                                            | 作詞・作曲（作曲はパソコン音楽クラブ・phritzとの共作） |
| 2023年11月15日 | 夏川椎菜『ケーブルサラダ』                                                    | 消えないメランコリー                                                                              | 作詞                                                   |
| 2023年11月29日 | 叶『Tailwind』                                                                | Tepid                                                                                             | 作詞                                                   |
| 2023年12月6日  | ユノ feat. レヴィ・エリファ『ハルを追いかけて』                               | 焦がすリアル                                                                                      | 作詞・作曲                                             |
| 2024年5月15日  | THE IDOLM@STER CINDERELLA GIRLS STARLIGHT MASTER HEART TICKER! 06 Come to you | Come to you / 小日向美穂（津田美波）、渋谷凛（福原綾香）、本田未央（原紗友里）                    | 作詞                                                   |
| 2024年5月16日  | 有村麻央『Fluorite』                                                          | Fluorite                                                                                          | 作詞                                                   |
| 2024年6月11日  | 藤田ことね『Yellow Big Bang!』                                                | Yellow Big Bang!                                                                                  | 作詞                                                   |
| 2024年7月8日   | シカ部『シカ色デイズ』                                                        | シカ色デイズ                                                                                      | 作詞                                                   |
| 2024年8月21日  | 水瀬いのり『heart bookmark』                                                  | グラデーション                                                                                    | 作詞                                                   |
| 2025年4月20日  | シネフォト部『メニメリ・メモリーズ！』                                        | メニメリ・メモリーズ！                                                                            | 作詞                                                   |
| 2025年5月5日   | 外神田文芸高校『Brighter Starlight』                                          | Brighter Starlight                                                                                | 作詞                                                   |

### 楽曲提供：シミズコウヘイ
| 発売日         | タイトル                      | 収録曲              | 備考             |
| -------------- | ----------------------------- | ------------------- | ---------------- |
| 2015年11月4日  | 竹達彩奈『Little*Lion*Heart』 | キミイロ モノローグ | 作詞・作曲       |
| 2016年11月2日  | 竹達彩奈『Lyrical Concerto』  | ユメイロソレイユ    | 作曲・編曲       |
| 2016年11月30日 | 入野自由『DARE TO DREAM』     | HIGH FIVE           | 作詞・作曲・編曲 |

## ミュージックビデオ
| 監督                 | 曲名                                                               |
| 植草航               | 「fake!fake!」(VimeoでStaff Picksに選出される) 「HIMITSUスパーク」 |
| 斉藤栄子             | 「メニーメアリー」                                                 |
| 肥田海               | 「ハイスピード無鉄砲」                                             |
| ファンタジスタ歌麿呂 | 「ヒズムリアリズム」                                               |
| 朝倉加葉子           | 「魔法陣より愛を込めて」                                           |
| 不明                 | 「サニー・サイドアップ」                                           |

## タイアップ
| 楽曲名                                           | タイアップ先 |
| ------------------------------------------------ | --- |
| fake!fake!                                       | SEGAアーケード音楽ゲーム『CHUNITHM AIR』の導入曲 スマホ向けゲーム『SHOW BY ROCK!!』（ゲームのバンド「シロラクロスカ?」の楽曲として）                                                           |
| HIMITSUスパーク                                  | SEGAアーケード音楽ゲーム『maimai PiNK』 スマホ向けゲーム『SHOW BY ROCK!!』（ゲームのバンド「シロラクロスカ?」の楽曲として）                                                                    |
| 9番目の「？」                                    | スマホ向けゲーム『SHOW BY ROCK!!』（ゲームのバンド「シロラクロスカ?」の楽曲として） |
| ヒズムリアリズム                                 | テレビ東京系『ゴッドタン』10月期エンディングテーマ スマホ向けゲーム『SHOW BY ROCK!!』（ゲームのバンド「シロラクロスカ?」の楽曲として）                                                         |
| その群青が愛しかったようだった feat.ヤギヌマカナ | SEGAアーケード音楽ゲーム『CHUNITHM AIR』の導入曲 ※ ヤギヌマカナがボーカル担当。 |
| みずいろ                                         | スマホ向けゲーム『SHOW BY ROCK!!』（ゲームのバンド「シロラクロスカ?」の楽曲として） |
| 魔法陣より愛を込めて                             | 日本テレビ系『PON！』10月度エンディングテーマ |
| Let it die～You shall die～                      | PlayStation 4用ゲーム『LET IT DIE』 |
| サヨナラ! フラッシュバック!                      | アニメ『ニンジャスレイヤー フロムアニメイシヨン』TVシリーズスペシャルエディション 第2話 エンディングテーマ スマホ向けゲーム『SHOW BY ROCK!!』（ゲームのバンド「シロラクロスカ?」の楽曲として） |

## 主なライブ

### ワンマンライブ・主催イベント
- 2010年11月 - 初企画ライブ
- 2011年06月 - 1周年企画ライブ
- 2012年08月 - 『すぺくたくるごっこ』レコ発ライブ『ぱちぱち大事件！』
- 2013年04月 - 仰天!?ナニコレクション～僕らは真っ白～
- 2013年07月 - 『かいじゅうばくはつごっこ』レコ発”カラスは真っ白4羽のばくはつごっこツアー”
- 2013年09月 - レコ発ツアーファイナル”ぱちぱち大事件！！”
- 2014年10月 - カラスは真っ白 レコ発 ぱすてる大回転ツアー
- 2015年01月 - カラスは真っ白 レコ発 ひみつじゃないけどHIMITSUツアー
- 2015年10月〜12月 - カラスは真っ白「ヒアリズム」レコ発全国ツアー"きこえるゼログラビティ"
- 2016年10月〜11月 - カラスは真っ白「バックトゥザフューチャー」レコ発ワンマンツアー
- 2017年2月～3月 - カラスは真っ白「2017年冬のワンマンツアー」

## 主な出演

### 映画
- 何者（2016年10月15日公開） - OVER MUSICのメンバー （タイヘイ&オチ・ザ・ファンク出演）
  - シミズコウヘイ はスタッフで参加 [5]

### CM
- ロート製薬「LIPBABY CRAYON LIP & EYE」（2016年）
  - 橋本環奈×LIPBABY 新作動画・黒猫カンナ篇WEB版（シミズコウヘイ&タイヘイ出演）

### MV
- 竹達彩奈「Miss. Revolutionist」（2016年）（シミズコウヘイ出演）

## エピソード
当初バンド名はしましまパンダになりそうだったがヤギヌマによりカラスは真っ白に決定した。ヤギヌマは奇抜なファッションがステージ映えしそうだという理由のみで目をつけられ、歌も聴かないうちにボーカルに誘われた。ヤギヌマはブログ、Twitterなどの発言が固有名詞以外すべて平仮名で、インタビューに発言が掲載されるときも平仮名表記であったが、ヨシヤマの卒業を機に平仮名を卒業した。

### メンバー
1. 1 2  日高零奈（蔀祐佳）、東雲和音（天音みほ）、茅野ふたば（堀越せな）
2. ↑  鹿乃子のこ（潘めぐみ）、虎視虎子（藤田咲）、虎視餡子（田辺留依）、馬車芽めめ（和泉風花）
3. ↑  雨宮さつき（三川華月）、霧山アン（古賀葵）、敷島桜子（遠野ひかる）

### インタビュー
- OTOTOY(2014年6月)
- Skream!(2014年6月)
- CINRA.STORE(カラスは真っ白×植草航×渡部謙介)(2014年7月)

| スタブアイコン | サブスタブ | この項目は、まだ閲覧者の調べものの参照としては役立たない、音楽関係者（バンド等）に関連した書きかけの項目です。この項目を加筆・訂正などしてくださる協力者を求めています（P:音楽/PJ:芸能人）。 |